# Penguin Musume
Penguin Musume (jap. ペンギン娘, Pengin Musume, dt. „Pinguin-Mädchen“) ist eine Manga-Reihe von Tetsuya Takahashi, die seit 2006 in Japan erscheint. Die Reihe handelt von der Otaku Sakura „Penguin“ Nankyoku und deren täglichen Abenteuern, bei denen sie sich oft selbst im Weg steht.

## Inhalt
Die Schülerin Sakura Nankyoku, von ihren Freunden wegen ihrer Frisur und Nachnamen Penguin genannt, ist ein begeisterter Fan von Anime und Manga, ein sogenannter Otaku. Zudem ist sie launisch und etwas pervers. Das bekommen besonders ihre Freundinnen immer wieder zu spüren. Dazu zählen Kujira Etorofu, die von ihrem Vater für einen Jungen gehalten wird und entsprechend erzogen wurde, und Nene Kurio, die in einem Tempel arbeitet, aber auch einige Kampftechniken beherrscht, wenn die Situation diese erfordert.
Neben alltäglichen Schulproblemen erscheinen auch immer wieder Charaktere, die aus unterschiedlichen Gründen gegen die Familie Nankyoku oder deren Unternehmen arbeiten. Darunter Mary Chupacabra W. Whitebear mit ihren Dienern, den Weißen Rittern, die seit einem tragischen Vorfall in der Vergangenheit stetig versuchen, die Familie Nankyoku zu übertrumpfen.

## Veröffentlichung
Der erste Manga wurde zwischen 2006 und 2007 im Magazin Shūkan Shōnen Champion bei Akita Shoten veröffentlicht und dann in drei Sammelbänden (Tankōbon) herausgebracht. Seit Dezember 2007 folgt die Fortsetzung Penguin Musume Max (ペンギン娘MAX) im Magazin Champion Red des gleichen Verlags. Bis August 2009 erscheinen dessen Einzelkapitel auch in drei Bänden.

## Web-Anime
2008 produzierte das Studio Picture Magic unter der Regie von Hitoyuki Matsui einen 22-teilige Web-Anime mit dem Titel Penguin Musume Heart (ペンギン娘♥はぁと). Die künstlerische Leitung lag bei Maho Takahashi, die Drehbücher schrieben Kazuharu Sato und Tatsuto Higuchi.
Die ersten elf Folgen wurden ab 19. April auf der Website Nico Nico Douga über Streaming veröffentlicht. Vom 7. September bis 15. November 2008 folgte die zweite Staffel mit den weiteren elf Folgen. 2008 und 2009 erschienen die Folgen in Japan auf drei DVDs.

### Synchronisation
| Rolle                        | japanischer Sprecher (Seiyū) |
| ---------------------------- | ---------------------------- |
| Sakura Nankyoku              | Azusa Kataoka                |
| Kujira Etorofu               | Mariya Ise                   |
| Nene Kurio                   | Nanjō Yoshino                |
| Mary Chupacabra W. Whitebear | Mai Kadowaki                 |

### Musik
Der Vorspann verwendete das Lied Renai Jiyū Shōjo ♀ (恋愛自由少女♀) von PNGN 6, bestehend aus den Seiyū Azusa Kataoka, Mariya Ise, Yoshino Nanjō, Sakura Nogawa, Mai Kadowaki und Rina Hidaka. Der Abspanntitel Yurete Hajikete Afurechau☆Miwaku no Penguin Musume (揺れてはじけてあふれちゃう☆魅惑のペンギン娘) wurde von PNGN 3 interpretiert. Dies waren die Seiyū Azusa Kataoka, Mariya Ise, Yoshino Nanjō und Rina Hidaka. Ab der zwölften Folge änderte sich der Abspann und es wurde Titel Yurayura + Yuriyura + Nananana~ (ゆらゆら＋ゆりゆら＋ななななー), gesungen von PNGN 3 (Azusa Kataoka, Mariya Ise und Yoshino Nanjō), verwendet. Alle drei Lieder erschienen als Singles bei dwango AG Entertainment und BinaryMixx Records.